# Bruno Carmeni
Bruno Giuseppe Carmeni (Beirut, 29 de diciembre de 1940) es un deportista italiano que compitió en judo. Ganó una medalla de plata en el Campeonato Europeo de Judo de 1963 en la categoría de –68 kg amateur.

## Palmarés internacional
| Campeonato Europeo | Campeonato Europeo | Campeonato Europeo | Campeonato Europeo |
| Año                | Lugar              | Medalla            | Categoría          |
| ------------------ | ------------------ | ------------------ | ------------------ |
| 1963               | Ginebra (Suiza)    | Medalla de plata   | –68 kg (A)         |